# Пролісок (туристичний комплекс)

Публічне акціонерне товариство "Туристичний комплекс «Пролісок» ( ПАТ ТК «Пролісок») — готельний комплекс-мотель для автотуристів у Києві.

## Історія
Споруджений 1968 року для іноземних туристів на 2-му кілометрі Житомирського шосе в сосновому лісі у Святошині. Комплекс входив до системи «Інтурист».
Архітектори В. О. Ленченко, І. В. Мезенцев, Л. І. Залогіна, В. А. Приходько, Л. В. Василенко, А. П. Калініченко, І. А. Подольський, В. В. Савченко.

## Інфраструктура
У складі комплексу були 3-поверховий готель на 206 місць з рестораном, відділенням зв'язку, перукарні, літні будиночки кемпінгу на 770 місць, станція технічного обслуговування, автостоянка.
На території комплексу (25 га) були споруджені також фінська лазня, льох для дегустації напоїв, курінь, ресторан «Хата Карася» під солом'яною стріхою, зі стилізованими інтер'єрами (українська піч, тарелі, посуд, рушники, меблі).